# Woiwodschaft Kalisz
Die Woiwodschaft Kalisch (województwo kaliskie) war in den Jahren 1314 bis 1793, 1815 bis 1914 und 1975 bis 1998 eine polnische Woiwodschaft, die im Zuge einer Verwaltungsreform 1999 in der heutigen Woiwodschaft Großpolen aufging. Hauptstadt war Kalisz.
Bedeutende Städte waren (Einwohnerzahlen von 1995):
- Kalisz (106.800)
- Ostrów Wielkopolski (74.700)
- Krotoszyn (28.900)
- Jarocin (25.700)